# Torwolia subchelatus
Torwolia subchelatus là một loài chân đều trong họ Desmosomatidae. Loài này được Hessler miêu tả khoa học năm 1970.